# (36815) 2000 SX74
2000 SX74 (asteroide 36815) é um asteroide da cintura principal. Possui uma excentricidade de 0.04728050 e uma inclinação de 6.24311º.
Este asteroide foi descoberto no dia 24 de setembro de 2000 por LINEAR em Socorro.